# Myrtenväxter
Myrtenväxter (Myrtaceae) är en familj av trikolpater. Bland växterna i denna familj finns myrten, kryddnejlika, kryddpeppar och eucalyptus. Myrtenväxter innehåller oftast eteriska oljor och blomdelarnas antal är oftast multipler av fem, exempelvis kronbladen. I flera släkten saknas dock kronblad eller så är de mycket små och några släkten har fyra kronblad. Ståndarna är vanligen klart färgade och mycket talrika. Växterna är städsegröna och bladen är nästan aldrig tandade. 
Det finns omkring 3 000 arter i 130 släkten. De finns i de flesta av jordens varma områden och det största antalet arter finns i Australasien, Syd- och Centralamerika samt Västindien.
Myrtenväxterna kan delas in i två underfamiljer, Leptospermoideae och Myrtoideae. Leptospermoideae har bland annat torra, träiga fruktkapslar och finns främst i Australasien. Myrtoideae har köttiga frukter och finns över hela världen i subtropiska och tropiska områden med den största artrikedomen i Syd- och Centralamerika. Denna indelning i underfamiljer har dock ifrågasatts efter DNA-analyser. Sådana analyser har också lett till att släktena Heteropyxis och Psiloxylon, som tidigare ingått i myrtenväxtfamiljen numera placerats i fristående familjer, Heteropyxidaceae respektive Psiloxylaceae.